# Kawasaki Ki-10
Il Kawasaki Ki-10 (川崎 キ10?, Kawasaki ki jū ), indicato anche Aereo da caccia Tipo 95 (九五式戦闘機?, Kyūgo-shiki sentōki) in base alle convenzioni allora vigenti, e inoltre identificato con il nome in codice alleato Perry fu un aereo da caccia monomotore biplano sviluppato dall'azienda aeronautica giapponese Kawasaki Heavy Industries negli anni trenta.
Fu l'ultimo biplano da caccia usato dall'aviazione imperiale giapponese. Entrato in servizio nel 1935 nei reparti della componente aerea dell'esercito imperiale giapponese, venne utilizzato nel Manchukuo e nella Cina settentrionale durante le prime fasi della seconda guerra sino-giapponese.

## Storia del progetto
Il Ki-10 fu progettato dall'ingegnere giapponese Takeo Doi, il successore di Richard Vogt nel ruolo di capo progettista dell'azienda. Il progetto costituì una risposta ad un requisito emesso dall'esercito imperiale giapponese per un nuovo caccia, e vinse la competizione con il Nakajima Ki-11. Nonostante l'aereo concorrente fosse più avanzato, a questo fu preferito il modello Kawasaki per la sua migliore maneggevolezza.
Il progetto Kawasaki era un biplano con le due ali di apertura diversa, unite da aste di sostegno. Gli alettoni erano posti sulle ali superiori. La struttura era di costruzione metallica, ricoperta di tessuto.
L'armamento era costituito da due mitragliatrici Type 89 calibro 7,7 mm dotate di meccanismo sincronizzazione per sparare attraverso il disco dell'elica.
La versione iniziale era equipaggiata con un motore Kawasaki Ha-9-IIa, un motore 12 cilindri a V raffreddato a liquido in grado di erogare una potenza pari a 850 hp (634 kW).

## Impiego operativo
Il Ki-10 fu schierato in Manciuria e nelle prime fasi della seconda guerra sino-giapponese nella Cina settentrionale. Risultò essere un caccia eccellente contro gli aerei dell'aviazione cinese, e diede buona prova di sé nella battaglia di Wuhan. Nonostante questo, risultò obsoleto nella guerra contro l'Unione Sovietica del 1939.
All'inizio della guerra nel Pacifico, il Ki-10 fu ritirato dalla prima linea ed utilizzato per l'addestramento e le missioni secondarie, ma tornò in servizio di prima linea per svolgere compiti di pattugliamento e ricognizione in Cina, nel gennaio-febbraio 1942.

## Varianti
La produzione complessiva del Ki-10 ammonta a 588 esemplari, compresi i prototipi.
- Ki-10: prototipo per l'esercito imperiale giapponese (4 esemplari costruiti nel 1935).
- Ki-10 I: aereo da caccia dell'esercito Tipo 95-I. Si tratta della prima versione di serie (300 esemplari costruiti tra il dicembre del 1935 e l'ottobre 1937).
- Ki-10 II: prototipo modificato della prima versione (un esemplare costruito nel maggio 1936).
- Ki-10 II: aereo da caccia dell'esercito Tipo 95-2 (280 esemplari costruiti tra il giugno 1937 ed il dicembre 1938).
- Ki-10 I kai: Ki-10-I con modifiche al motore ed al radiatore (un esemplare costruito nell'ottobre 1936).
- Ki-10 II kai: Ki-10 II con modifiche aerodinamiche (2 esemplari costruiti nel novembre 1937).

dati estratti da Japanese Aircraft of the Pacific War

## Utilizzatori
Giappone
- Dai-Nippon Teikoku Rikugun Kōkū Hombu